# Kisvásárhely
Kisvásárhely Zala vármegye északkeleti csücskében a Zalaszentgróti járásban, a Marcal folyó partján fekvő törpefalu. Önkormányzata Mihályfa községben működik.

## Közlekedés
A település közigazgatási területét súrolja a Sümeg és Zalaegerszeg között húzódó 7328-as út, de a belterületére csak az abból Mihályfa előtt észak felé kiágazó 73 165-ös számú mellékút vezet. Emellett egy betonozott út vezet ugyanezen út Mihályfa–Szalapa közti szakaszára, illetve egy gyenge minőségű önkormányzati úton el lehet jutni innen Gógánfára is.

## Története
Kisvásárhely a Marcal melletti vizenyős területek miatt nem tudott terjeszkedni, így mindig is apró településnek számított. Első említése 1382-ból való. A 16. század során súlyos károk érték a községet, 1564-től török hódoltság alatt volt. 1635-re pedig már teljesen elnéptelenedett mintegy száz évre.
A későbbiekben nem alakult ki önálló faluközösség itt, se temploma, se tanítója nem volt. Iskolája csak 1925-ben alakult. A 20. század elejétől folyamatosan az elvándorlás jellemzi a települést, az itt élő pár család pedig továbbra is kizárólag mezőgazdasággal foglalkozik.

## Közélete

### Polgármesterei
- 1990–1994: Fenyvesi Béla (független)[3]
- 1994–1998: Pintér Jenő (független)[4]
- 1998–2002: Dr. Tompos József (független)[5]
- 2002–2006: Edőcs László (független)[6]
- 2006–2010: Reicz Jánosné (független)[7]
- 2010–2014: Reicz Jánosné (független)[8]
- 2014–2019: Szentmiklóssi Erzsébet (független)[9]
- 2019–2024: Szentmiklóssi Erzsébet (független)[10]
- 2024– : Szijjártóné Papp Szilvia (független)[1]

A településen a 2006. október 1-jén megtartott önkormányzati választás után, a polgármester-választás tekintetében nem lehetett eredményt hirdetni, szavazategyenlőség miatt. Aznap az 50 szavazásra jogosult lakos közül 48 fő járult az urnákhoz, ketten érvénytelen szavazatot adtak le, az érvényes szavazatokból pedig egyaránt 21-21 esett a három, független jelölt közül kettőre, Edőcs Jenő László addigi polgármesterre és egyik kihívójára, Reicz Jánosnéra. Az eredménytelenség miatt szükségessé vált időközi választást 2006. december 17-én tartották meg. Ezen már csak a korábbi holtversenyben részes két jelölt indult el, a választói aktivitás is egy kicsivel magasabb volt, ez a helyzet pedig Reiczné egyértelmű győzelmét hozta el, 60,0 %-os eredménnyel.

## Népesség
A település népességének változása:
| Lakosok száma | 44   | 45   | 37   | 31   | 47   | 44   | 43   |
|               | 2013 | 2014 | 2015 | 2021 | 2022 | 2023 | 2024 |

A 2011-es népszámlálás idején a nemzetiségi megoszlás a következő volt: magyar 97,9%. A lakosok 77,5%-a római katolikusnak vallotta magát (20,4% nem nyilatkozott).
2022-ben a lakosság 83%-a vallotta magát magyarnak (17% nem nyilatkozott). Vallásuk szerint 57,4% volt római katolikus, 10,6% református, 2,1% egyéb katolikus, 2,1% felekezeten kívüli (27,7% nem válaszolt).

## Nevezetességei
- Zsidó temető. A faluban egykor élt zsidó közösség emlékét őrző zsidótemetőt 2007-ben muszlimok és keresztények a zsidó hitközséggel közösen újították fel. A temetőt Reicz Jánosné, Kisvásárhely polgármestere kezdte el felújíttatni, amibe bevonta Bolek Zoltánt, Mihályfa-Kisvásárhely körjegyzőjét, aki egyben a Magyar Iszlám Közösség elnöke. Ezért a munkáért 2008-ban a település Podmaniczky-díjat vehetett át. 2008. december 11-én újra felavatták a temetőt.